# Igelkottsrocka
Igelkottsrocka (Leucoraja erinacea) är en rockeart som först beskrevs av Samuel Latham Mitchill 1825.  Igelkottsrocka ingår i släktet Leucoraja och familjen egentliga rockor. Inga underarter finns listade i Catalogue of Life.
Arten förekommer i nordvästra Atlanten nära kusten från Newfoundland (Kanada) till North Carolina (USA). Den dyker till ett djup av 110 meter. Exemplaren blir upp till 62 cm långa. Könsmognaden infaller för honor vid en längd av 32 till 46 cm och för hannar vid 36 till 44 cm. Honor lägger 28 till 33 ägg per tillfälle. Nykläckta ungar är 8 till 10 cm långa. Igelkottsrocka kan leva 12,5 år.
Flera exemplar fångas och används som bete för humrar och krabbor. Några individer hamnar som bifångst i fiskenät. Hela populationen anses vara stor. IUCN kategoriserar arten globalt som livskraftig.